# Tres Puentes
Tres Puentes es una localidad del municipio de Larráinzar ubicado en la región de Los Altos del estado mexicano de Chiapas.

## Geografía
La localidad de Tres Puentes se sitúa en las coordenadas geográficas 16°56′00″N 92°45′00″O / 16.9333, -92.75, a una elevación de 1,535 metros sobre el nivel del mar.

## Demografía
Según el Censo de Población y Vivienda 2020, efectuado por el Instituto Nacional de Estadística y Geografía, la localidad de Tres Puentes tiene 540 habitantes, de los cuales 266 son del sexo masculino y 274 del sexo femenino. Su tasa de fecundidad es de 2.61 hijos por mujer y tiene 101 viviendas particulares habitadas.
| Gráfica de evolución demográfica de Tres Puentes entre 2010 y 2020 |
|                                                                    |
| INEGI.                                                             |